# Tokaj
Tokaj je město v severovýchodním Maďarsku. Leží na soutoku Tisy a Bodrogu na jižním úpatí maďarské části Slanských vrchů (maďarsky Zemplényi-hegység), pod stejnojmennou horou Tokaj. V minulosti bylo jedním ze středisek uherské župy Zemplín, dnes spadá pod župu Borsod-Abaúj-Zemplén. Městečko a přilehlá oblast jsou od středověku proslavené produkcí vína. Tokajská vinařská oblast je zapsána od roku 2002 na seznamu světového dědictví UNESCO. Žije zde přibližně 3 700 obyvatel.

## Dějiny
Doklady o pěstování vína v Tokaji jsou již z roku 1067, první zmínky o městě pocházejí z roku 1353. Ve 14. století zde vyrostl hrad, který náležel k panství Diósgyőr.
Po roce 1450 bylo město ve vlastnictví rodu Hunyadyovů; s nástupem Matyáše Korvína na uherský trůn se tak stalo královským majetkem. V roce 1705 byl hrad na příkaz Františka II. Rákócziho stržen.
Ve 20. století bylo město poškozeno oběma světovými válkami, bylo zastíněno okolními sídly, např. nedalekým Sátoraljaújhely, a ztratilo status města. Ten byl obnoven v roce 1986. Tím, že město ve 20. století prakticky nerostlo, si zachovalo malebný ráz, a proto stoupá popularita Tokaje jakožto turistického cíle.

## Současnost

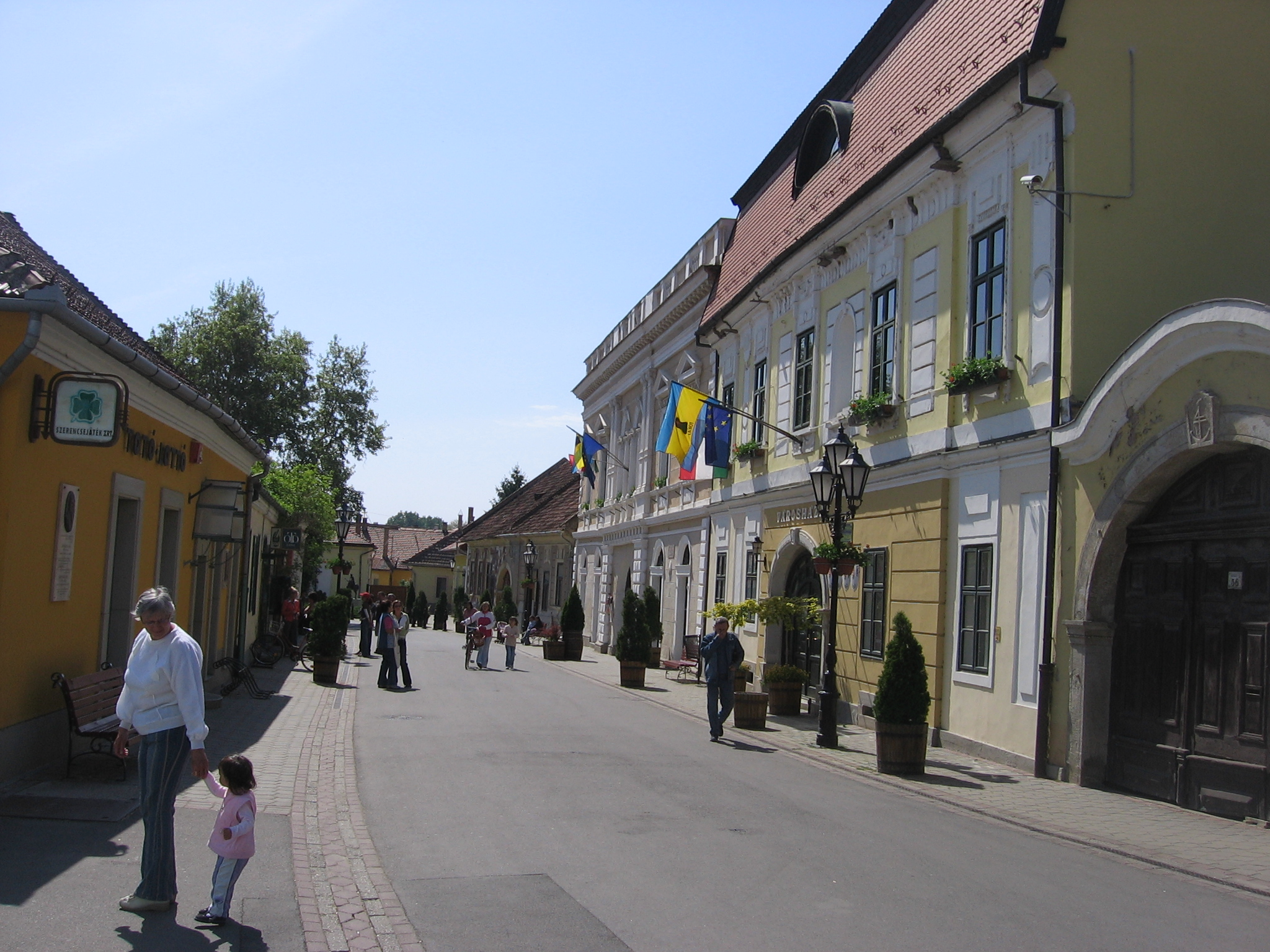
Hlavní ulice v Tokaji

Tokaj nadále zůstává vinařským centrem oblasti. Z odrůd vinné révy se zde pěstují především Furmint, Lipovina (maďarsky Hárslevelű) a Muškát žlutý (maďarsky Sárgamuskotály), z nichž se vyrábějí rozličná sladká, polosladká, suchá a polosuchá vína. Každý říjen se zde konají slavnosti vinobraní.
Malebné umístění městečka mezi Tisou a horou Tokaj (512 m) a dobrá dostupnost zejména železniční tratí Miskolc–Nyíregyháza (v Tokaji zastavují i vlaky kategorie InterCity z Budapešti) učinila z Tokaje vyhledávané místo rekreace a turistiky. Kromě zajímavostí spojených s vinařstvím je zde k vidění několik kostelů, galerie, socha Štěpána I., nová pijácká socha Bakcha a množství pamětních desek upomínajících na osobnosti, které Tokaj navštívily – například básník Ján Kollár či ukrajinský humanista Hryhorij Skovoroda.

## Partnerská města
- Binjamina (Izrael)
- Cormons (Itálie)
- Dej (Rumunsko)
- Oestrich-Winkel (Německo)
- Rust (Rakousko)